# Jania longifurca
Jania longifurca Zanardini, 1844  é o nome botânico de uma espécie de algas vermelhas pluricelulares do gênero Jania.
- São algas marinhas encontradas na Europa, África, ilhas do Atlântico, Levante e Turquia.

## Sinonímia
- Corallina longifurca Zanardini, 1841
- Corallina rubens f. longifurca Zanardini, 1843
- Jania rubens f. longifurca Mazza, 1909